# Permuta de divisas
Una permuta de divisas o swap de divisas es un acuerdo sobre divisas extranjeras entre dos partes, que acuerdan intercambiar elementos (llámense el principal y/o los pagos de interés) de un empréstito en una divisa por elementos equivalentes de un empréstito igual en valor actual neto en otra divisa. Así, es un tipo de derivado en divisa extranjera. Los swaps de divisas se utilizan para aprovechar ventajas comparativas.

## Estructura
Una permuta de divisas es un derivado extrabursátil, y está íntimamente relacionado con los interest rate swaps. No obstante, a diferencia de los interest rate swaps, las permutas de divisas pueden incluir el intercambio del principal.
Existen tres diferentes vías a través de las cuales las permutas de divisas pueden intercambiar empréstitos:
1. La estructura más sencilla de una permuta de divisas supone intercambiar solo el principal con la contraparte en el punto del futuro especificado a la tasa acordada ahora. Un acuerdo de este tipo se desarrolla de modo similar a un contrato forward o a un futuro.[2]
2. Otra estructura para una permuta de divisas puede combinar el intercambio del principal del empréstito, como se explica más arriba, con un interest rate swap. En este tipo de permuta, los flujos de caja del interés no se "netean" antes de ser pagados a la contraparte (como se haría en un vanilla interest rate swap) porque están denominados en diferentes divisas. Como cada parte efectivamente toma prestado en interés de la otra, este tipo de permuta se conoce también, en inglés, como un empréstito back-to-back.[2]
3. Por último, pero no de menor importancia, se puede permutar solo el pago de los cash flows de interés en empréstitos del mismo tamaño y término. De nuevo, siendo esto una permuta de divisas, los flujos de caja intercambiados están denominados en diferentes divisas por lo que no se netean. Un ejemplo de este tipo de swap es el intercambio de pagos de interés en dólares a tipo fijo contra pagos de interés en euro a tipo variable. Este tipo de swap se conoce también como cross-currency interest rate swap, o cross currency swap.[3]

## Diferencia de otras figuras similares
En inglés este tipo de permuta o swap se denomina en ocasiones cross currency swap o currency interest rate swap (CIRS), debiendo ser diferenciado de los denominados "FX Swap" o "Forex Swap". Además, un swap de divisas debe también diferenciarse de los swap de liquidez de un banco central.